# Kloster Villers-la-Ville
Das Kloster Villers-la-Ville ist ein ehemaliges Zisterzienserkloster in Belgien. Es liegt in der Gemeinde Villers-la-Ville in der Provinz Wallonisch-Brabant.

## Geschichte
Das Kloster wurde 1146 als Tochterkloster der Primarabtei Clairvaux vom hl. Bernhard von Clairvaux gegründet. Erster Abt des aus Clairvaux entsandten Konvents war Laurent, der aber bald demissionierte, sein Nachfolger wurde 1147 Gérard. Der Bau des Klosters wurde unter dem Abt Karl, der aus Kloster Himmerod gekommen war, begonnen. Die Abtei hatte ihre Blütezeit im 13. Jahrhundert, als Arnulf von Löwen Abt war. In dieser Zeit gehörten dem Kloster ca. 100 Mönche und ca. 300 Laienbrüder an. Tochterklöster von Villers waren Kloster Grandpré, Kloster Hemiksem und Kloster Moulins. Im Jahr 1796 wurde die Abtei aufgelöst; danach dienten die Gebäude als Steinbruch. Im 19. Jahrhundert wurde durch das Gelände des einstigen Klosters eine Bahnstrecke gebaut. Erst im Jahre 1893 begann die Restaurierung, die noch nicht abgeschlossen ist. Die Ruinen gelten als die größten eines Klosters in Belgien.

## Anlage und Bauten

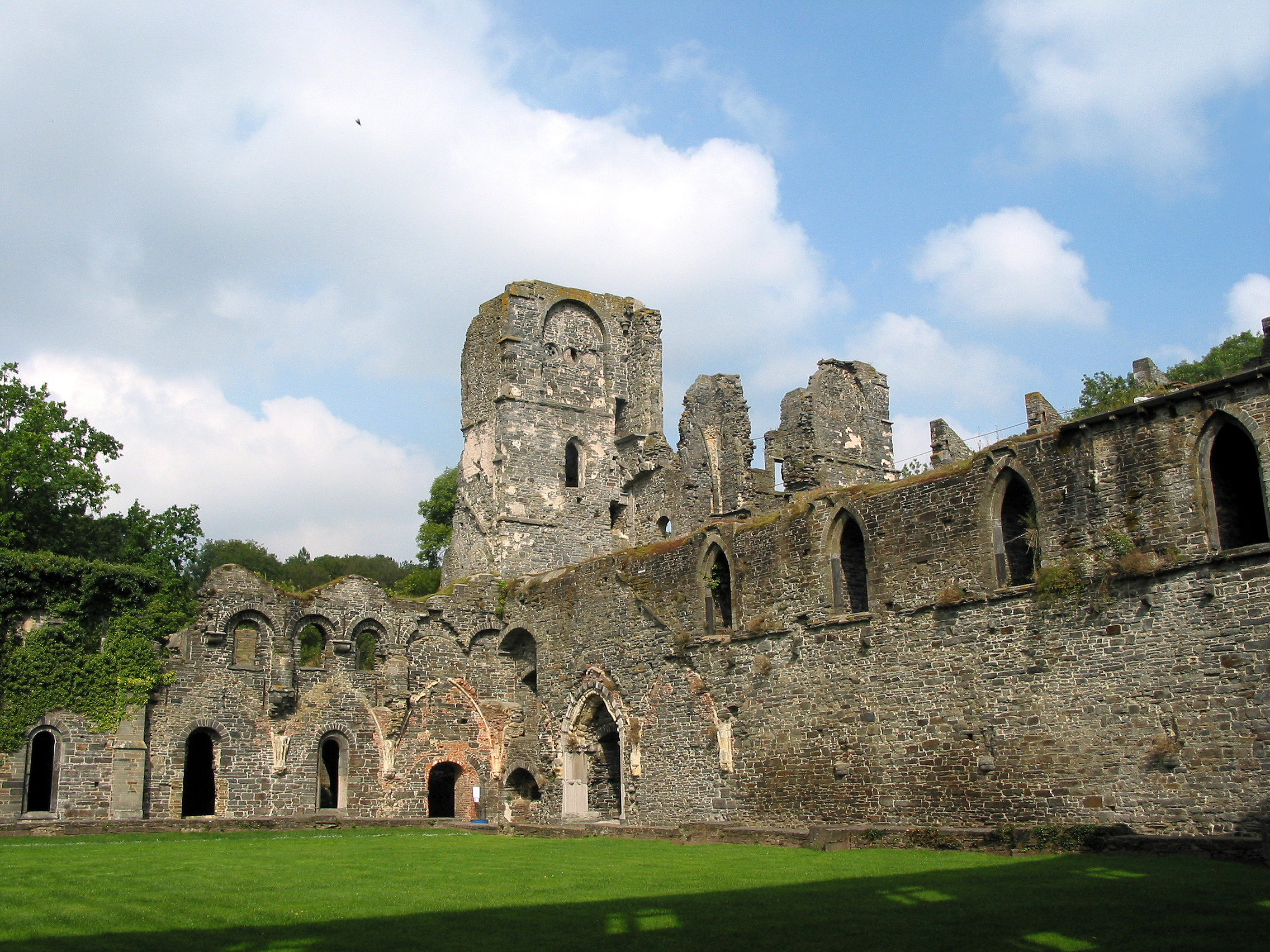
Ruinen der Zisterzienserabtei

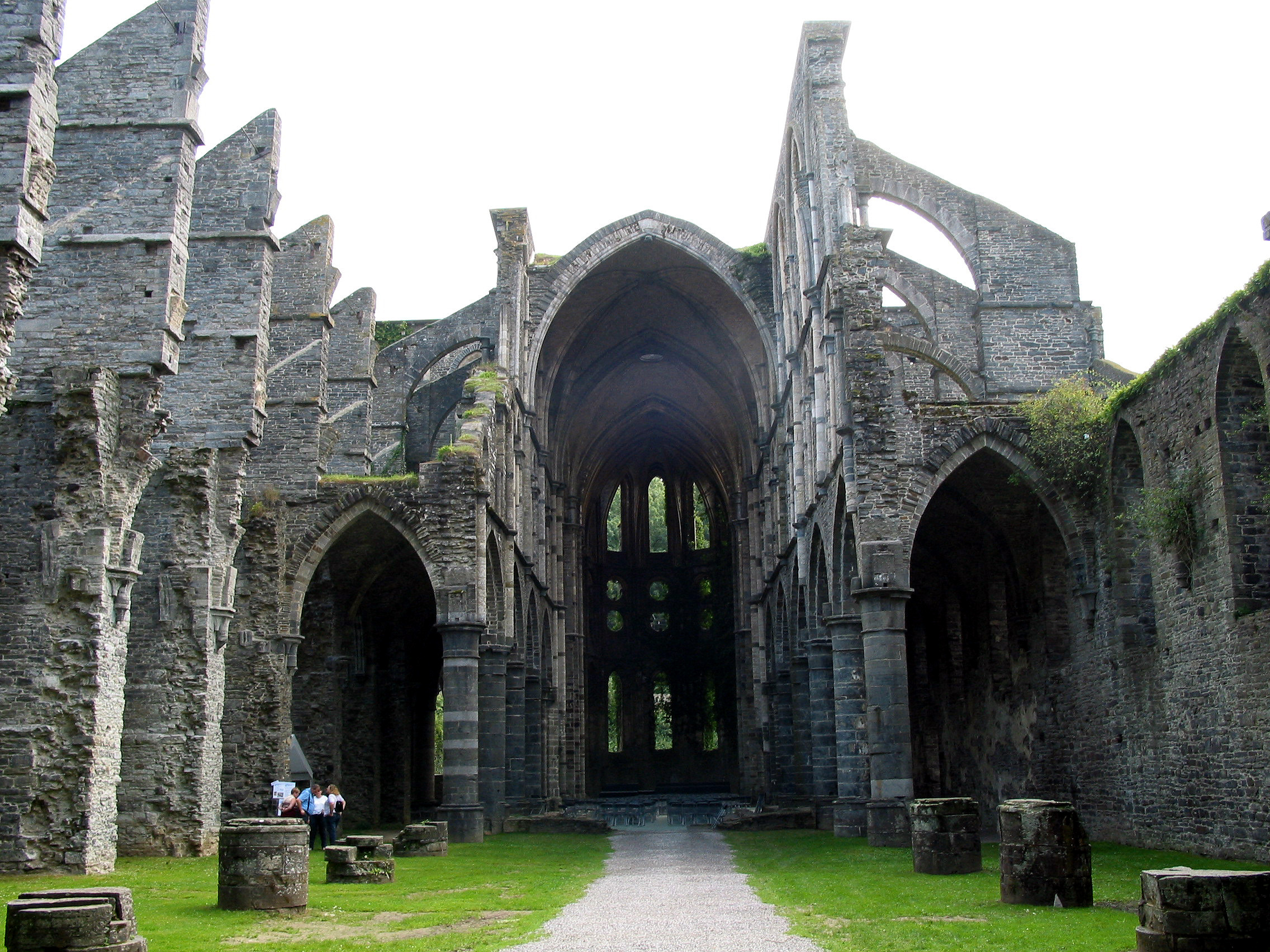
Ruinen der Zisterzienserabtei

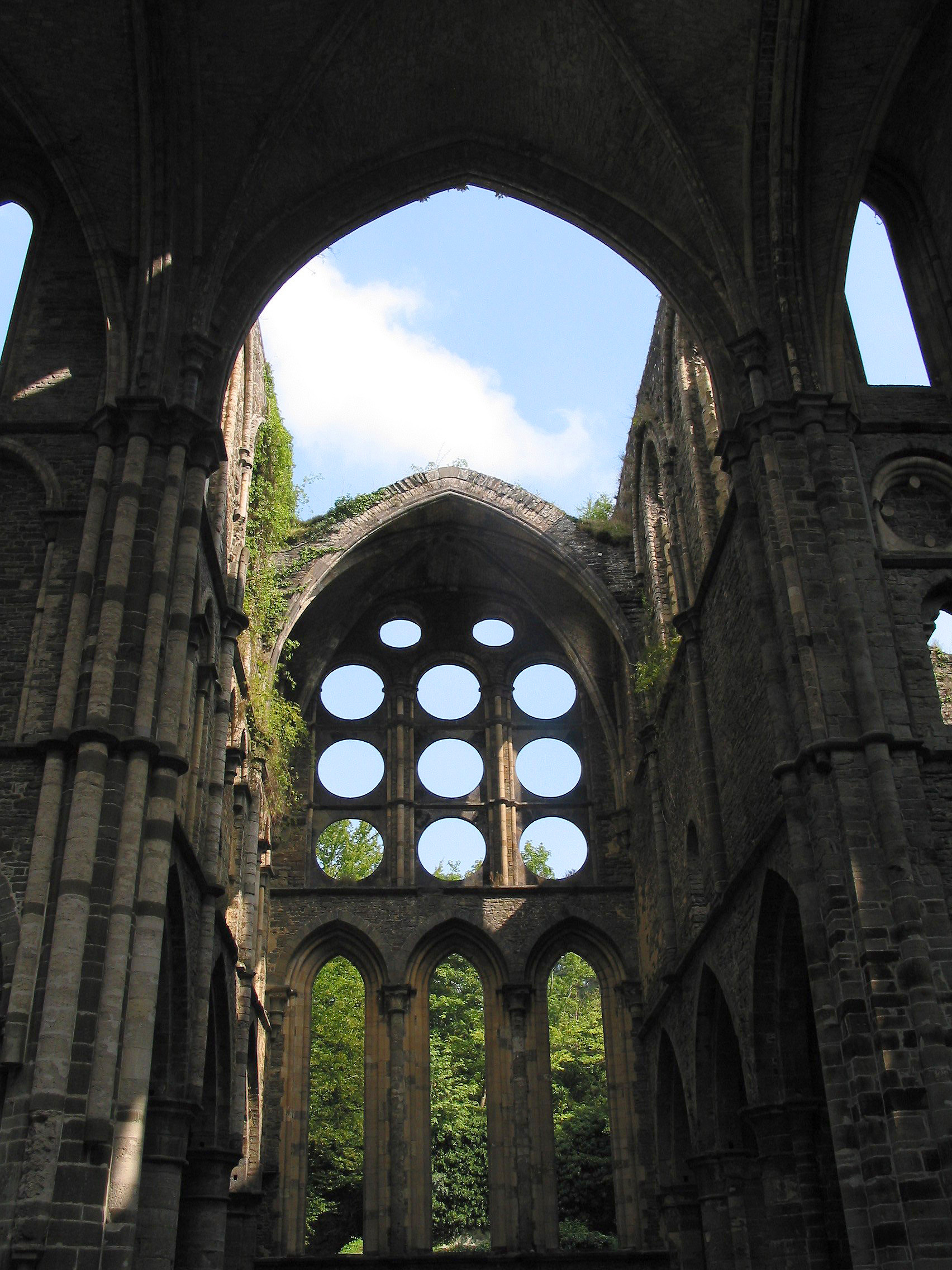
Ruine des nördlichen Querschiffs

Das Kloster war zu Beginn des 13. Jahrhunderts fertiggestellt. Die rund 90 m lange Kirche (eine der größten des Ordens) steht im Norden der Klausur. Der bis etwa 1220 vollendete, siebenteilig polygonale Chor und das 42 Meter lange Querschiff mit je drei Seitenkapellen im Osten und einem Nebenschiff im Westen sind die ältesten gotischen Bauten im ehemaligen Herzogtum Brabant. Chor und nördliches Querhaus weisen runde Oculi auf. Das neunjochige Langhaus wurde gegen 1255 (nach anderen Angaben 1273) vollendet. Spitzbogige Arkaden, die auf zylindrischen Säulen ruhen, trennen die Seitenschiffe ab. Lediglich die beiden ersten Langhausjoche haben ihre Gewölbe bewahrt. Gegen 1720 erhielt die Kirche eine neue, heute nur teilweise erhaltene Westfassade im Stil der Zeit. Etwa zur gleichen Zeit wurde das Abthaus errichtet. Die Klausur befindet sich rechts von der Kirche. Der Kreuzgang wurde im 15. und 16. Jahrhundert erneuert, der Kapitelsaal im 18. Jahrhundert vollständig umgebaut. Das zweischiffige Refektorium aus dem 13. Jahrhundert ist 30 Meter lang und 14 Meter breit. Der Gewölbekeller des Konversenbaus ist fast vollständig erhalten. Von den Nebengebäuden ist die Brauerei aus dem 13. Jahrhundert zu nennen.